# Marie Červená
Marie Červená (rozená Znojemská, 29. dubna 1854 – 1. března 1932 Praha) byla česká spolková činovnice, překladatelka a zdravotnice, členka tzv. Prvního československého odboje v Kyjevě, předsedkyně zdejšího Červeného kříže, manželka podnikatele a politika kyjevského krajanského sdružení Otakara Červeného. Po vytvoření československých dobrovolnických legií v ruské armádě během první světové války poskytovala vojákům materiální i psychickou podporu, za kterou si vysloužila přízvisko matka československých vojáků na Rusi a byla oceňována spolu s dalšími osobnostmi, které se zasloužili o vznik samostatného Československa.

## Život

### Mládí
Narodila se pravděpodobně v Hradci Králové, v rodině ředitele místního pivovaru. Okolo roku 1885 se provdala za Otakara (Otokara) Červeného, spolumajitele rodinné továrny na výrobu žesťových hudebních nástrojů v Hradci Králové vedené jeho otcem Václavem Františkem. Zpočátku manžel podnikal v cukrovarnictví. Roku 1889 spolu odešli do Kyjeva na území Ruského impéria, kde byla Červení byli v kontaktu s místní komunitou Čechů a Slováků, společně zde vedli český literární a kulturní salon. V podnikání zde byl Otakar Červený mimořádně úspěšný, dodával mj. nástroje pro carské vojsko. Červená uveřejnila několik překladů z ruštiny. Jejich manželství s Otakarem Červeným bylo bezdětné.

### Československý odboj
Po vypuknutí první světové války se Kyjev záhy ocitl v blízkosti linií východní válečné fronty. Otakar Červený se záhy zapojil do aktivit směřujících ke vzniku československých samostatných jednotek a zřízení krajanské organizace v Kyjevě, která se vedle té petrohradské byla nejdůležitější v Rusku. Spolupracoval mj. s Josefem Dürichem, sdružení pak bylo v kontaktu s lidmi okolo exilové skupiny Tomáše Garrigue Masaryka, Edvarda Beneše a Milana Rastislava Štefánika, sdružené do tajné organizace Maffie. Při Masarykově pobytu v Kyjevě byl v domě Červených pod dobu své návštěvy ubytován. Červená se rovněž zapojila do činnosti spolku i do válečného úsilí. Je uváděna jako předsedkyně Červeného kříže v Kyjevě, rovněž docházela do vojenských lazaretů jako zdravotní sestra.

### Matka praporu
Marie Červená se od počátku existence prvních československých legionářských jednotek snažila bojující mladé muže v jejich údělu všemožně podporovat. Tíživost frontového života navíc často vojáci roty nemohli s nikým korespondenčně sdílet se známými a příbuznými v Čechách, neboť byl poštovní kontakt s tímto a ruským územím téměř nemožný, navíc byli rakouskými úřady apriorně vyhodnocováni jako vlastizrádci. Červená organizovala zasílání balíčků s dopisy a potravinami od české komunity na frontu, mj. na Vánoční svátky 1914. S řadou vojáků si také dopisovala a psychicky je podporovala při ztrátách padlých kamarádů. Poskytovala jim také v Kyjevě v případě potřeby zázemí, prostředky či šatstvo. Za svou podporu si tak vysloužila přízvisko matka praporu.
Podobnou úlohu zastávala u československé roty Nazdar bojující ve Francii pařížská Češka a majitelka restaurace Marie Čermáková, rovněž bezdětná, která si vysloužila obdobné přízvisko.

### Po roce 1917
Po ideovém rozkolu vedení kyjevského sdružení s Masarykovou skupinou roku 1917 se Otakar Červený spolu s Dürichem stáhl mimo dění. V listopadu 1917 pak proběhl v Ruském impériu socialistický převrat a vládu nad zemí přebrala komunistická vláda v Moskvě. V březnu 1918 pak uzavřela s mocnostmi Trojspolku separátní mír v Brestu-Litevském, Kyjev byl okupován německou armádou a v Rusku se následně rozpoutala občanská válka. Československé legie následně zahájily návrat do vlasti prostřednictvím tzv. Sibiřské anabáze, čímž byl přerušen kontakt mezi kyjevským ústředím. Po zabrání Kyjeva Rudou armádou byl Červený dvakrát na jistou dobu uvězněn jako podporovatel legií, bojujících v občanské válce na straně bělogvarnějců. Návrat Otakara a Marie Červených do Československa byl umožněn až po diplomatické intervenci čs. diplomatů v dubnu 1921.

### Úmrtí
Zemřela 1. března 1932, pravděpodobně v Praze. Její manžel zde zemřel roku 1930.